# Ota Dub
Ota Dub, též Otto Dub (8. února 1909, Hradec Králové – 17. května 1987, Praha) byl český lékař a spisovatel. Používal pseudonymy Jan Tomeš, Michal Dudek a (zejména u odborných knih) Zdeněk Wagner.

## Životopis
Po absolvování lékařské fakulty UK v Praze (1933) působil deset let jako primář-internista v Liberci, později krajský internista v Ústí nad Labem. V roce 1966 se habilitoval a od roku 1976 byl krajským gerontologem.
Psal odborné a popularizační práce z oblasti lékařství, také v jeho beletristických knihách se často objevuje lékařská tematika. Po jeho smrti byly některé práce zfilmovány.

## Beletrie
- Hodinář (novela, vyšla časopisecky 1972)
- Fantastické transplantace, vydáno roku 1982 a obsahuje prvky SF[1]
- Přísahám a slibuji
- Doktorka
- Profesoři
- Doktorské a jiné příběhy
- Lékař Viktora
- Byt na Vinohradech

## Biografie
- Rytíř ducha: Josef Thomayer – lékař a spisovatel

## Drama
- Vavřín a růže: Hra o životě Karoliny Světlé

## Odborné a populárně naučné publikace
- Cukrovka, později (1970) vydáno jako Cukrovka od A do Z
- Prevence předčasného stárnutí

## Televizní inscenace
- Hodinář (1988, režie Zdeněk Kubeček, scénář Jiří Bednář)
- Mimořádný případ (1990, režie Alois Müller, scénář Šárka Kosková)
- Přísahám a slibuji (1990, režie František Filip, scénář Otto Zelenka)

## Překlad
- G. F. Händel: Samson (oratorium, 1959)